# آندرس هووه
آندرس هووه (دانمارکی: Anders Hove؛ زادهٔ ۱۶ ژانویهٔ ۱۹۵۶) بازیگر اهل گرینلند است. وی از سال ۱۹۸۴ میلادی تاکنون مشغول فعالیت بوده‌است.
از فیلم‌ها یا برنامه‌های تلویزیونی که وی در آن نقش داشته‌است، می‌توان به جنایت، پخمه‌ها،  پل، واپسین سرود میفونه، قلمرو، پنج مانع، گرگ پشت در، نیمفومانیاک، آسمان‌خراش، ژورنال ۶۴، بیمارستان عمومی، مخلوقات ۴، قصه‌هایی از سردابه و یک مرد خوشبخت اشاره کرد.